# Dark Passion Play
Dark Passion Play er det sjette album udgivet af det finske band Nightwish – dog det første album uden Tarja Turunen. Albummet findes både i en normal udgave med en cd og i en dobbeltudgave, hvor cd nummer to indeholder albummet i en instrumentalt udgave. 

## Sange
1. "The Poet And The Pendulum"
2. "Bye Bye Beautiful"
3. "Amaranth"
4. "Cadence Of Her Last Breath"
5. "Master Passion Greed"
6. "Eva"
7. "Sahara"
8. "Whoever Brings The Night"
9. "For The Heart I Once Had"
10. "The Islander"
11. "Last Of The Wilds"
12. "7 Days To The Wolves"
13. "Meadows Of Heaven"